# Podsljeme
Podsljeme je gradska je četvrt u Gradu Zagrebu koja obuhvaća naselja na krajnjem sjevernom dijelu grada, na obroncima Medvednice, južno od Hrvatskog zagorja. 
Obuhvaća naselja:
- Šestine,
- Mlinovi,
- Gračani,
- Markuševec i
- Vidovec.

Na istoku graniči s Gornjom Dubravom, na zapadu s Črnomercom, na sjeveru s Općinom Bistrom i Krapinsko-zagorskom županijom te na jugu s Gornjim gradom – Medveščakom i Maksimirom. U četvrti se nalaze mnogobrojni planinarski domovi.
Poštanski broj je 10000.

## Vijeće gradske četvrti Podsljeme
- predsjednik: nije izabran
- potpredsjednik: nije izabran

Vijeće gradske četvrti Podsljeme ima 11 zastupnika.
| lista | lista                                                                  | nositelj liste          | glasovi | postotak | mandati |
| ----- | ---------------------------------------------------------------------- | ----------------------- | ------- | -------- | ------- |
|       | Možemo! – SDP                                                          | Anita Matković          | 1928    | 26,80 %  | 4 / 11  |
|       | NL Marija Selak Raspudić                                               | Krešimir Kompesak       | 1534    | 21,32 %  | 3 / 11  |
|       | HDZ – Domovinski pokret – HSU – HSS                                    | Pero Semren             | 1175    | 16,33 %  | 2 / 11  |
|       | Kandidacijska lista grupe birača                                       | Tomislav Antolović      | 599     | 8,32 %   | 1 / 11  |
|       | Kandidacijska lista grupe birača                                       | Marijan Kos             | 445     | 6,18 %   | 1 / 11  |
|       | Jedino Hrvatska! – Domino – Hrvatski suverenisti – Blok za Hrvatsku    | Ivan Knezović           | 417     | 5,79 %   | 0 / 11  |
|       | Zagreb United                                                          | Jasmina Zuber           | 381     | 5,29 %   | 0 / 11  |
|       | NL Pavle Kalinić – Stranka umirovljenika – Umirovljenici zajedno – ZDS | Mislav Žagar            | 274     | 3,80 %   | 0 / 11  |
|       | DO i SIP – GLAS – ORaH – Reformisti                                    | Dubravka Štengl         | 165     | 2,29 %   | 0 / 11  |
|       | Blok umirovljenici zajedno – Plavi grad                                | Siniša Lovnički         | 153     | 2,12 %   | 0 / 11  |
|       | Most – HSP                                                             | Branimir Antun Puntarić | 123     | 1,70 %   | 0 / 11  |

## Vanjske poveznice
- Službene stranice grada Zagreba
- Službena web stranica Gradske četvrti